# Robert Geyer
Robert Geyer (ur. 3 czerwca 1888 w Łodzi, zm. 12 grudnia 1939 tamże) – polski fabrykant (przemysł włókienniczy) pochodzenia niemieckiego działający w Łodzi, konsul honorowy Finlandii w Łodzi od 1927 roku.

## Życiorys

### Królestwo Polskie
Był wnukiem Ludwika, twórcy potęgi rodu i pierwszego łódzkiego fabrykanta, synem Gustawa i jego żony Heleny (1855–1935), jednym z ośmiorga rodzeństwa. Jego ojciec zmarł, gdy Robert miał pięć lat. Ukończył w Łodzi gimnazjum i Szkołę Kupiectwa, następnie studiował w Wyższej Szkole Handlowej w Dreźnie. Po powrocie w 1912 roku stryj Eugeniusz Geyer wprowadził go do zarządu rodzinnego przedsiębiorstwa, gdzie został dyrektorem ds. handlowych oraz zasiadał w zarządzie spółki akcyjnej. Jeszcze w czasie panowania rosyjskiego w Polsce Geyerowie zadeklarowali polską narodowość, m.in. w rosyjskim rejestrze obywateli Łodzi.

### I wojna światowa
Podczas I wojny światowej włączył się do działań Głównego Komitetu Obywatelskiego, gdzie zajmował się kwestiami finansowymi. Razem z Karolem Scheiblerem Juniorem, Stanisławem Silbersteinem i innymi łódzkimi przedsiębiorcami wspomagał finansowo miasto. Sprzeciwiał się wówczas również niemieckim rekwizycjom. Za posiadanie materiałów podlegających konfiskacie został nawet aresztowany na krótki czas. Angażował się w pomoc polskim żołnierzom oraz rodzinom poległych. Był również organizatorem Milicji Obywatelskiej.

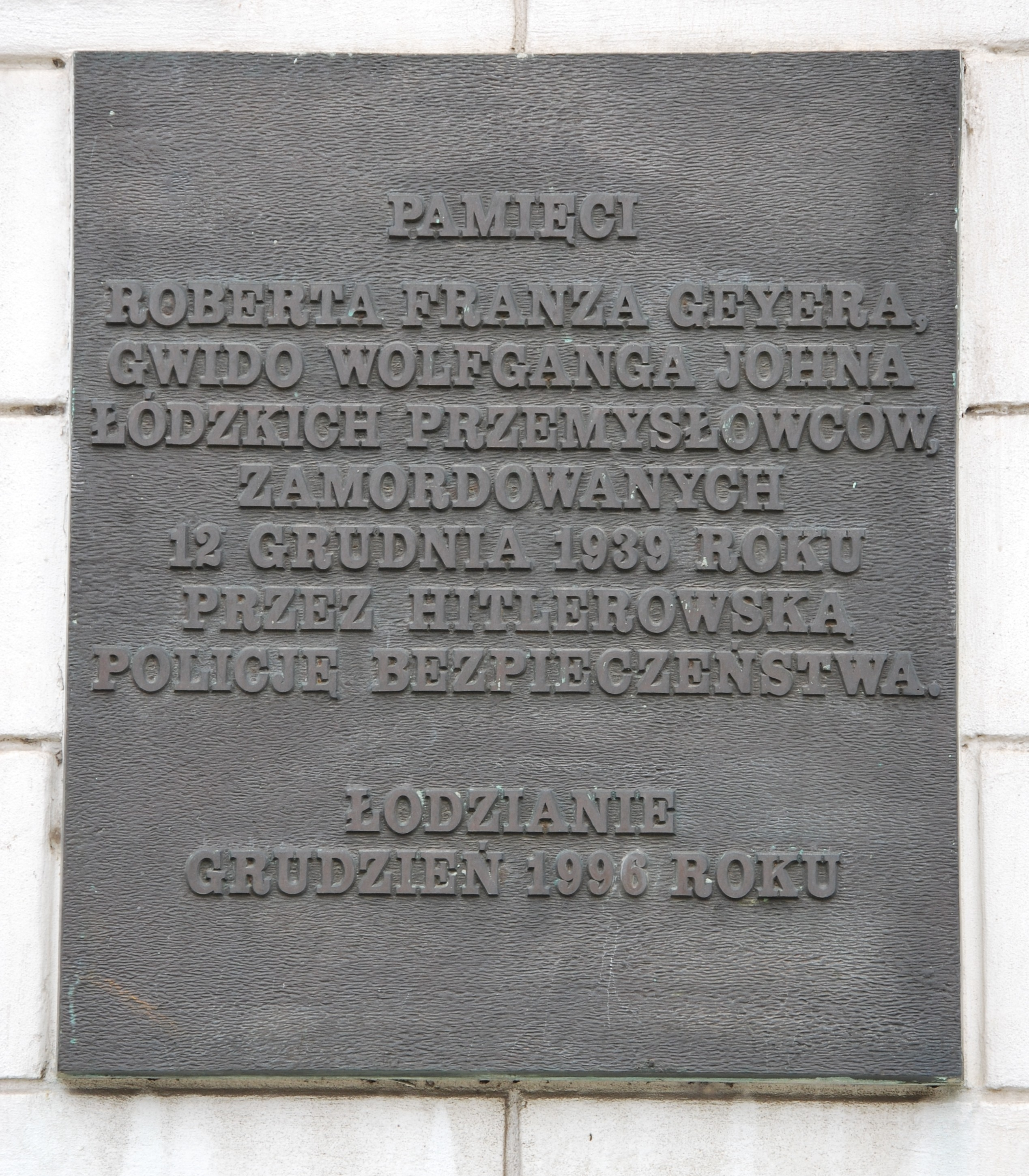

### II Rzeczpospolita
Po zakończeniu wojny wycofał się na krótki czas z rodzinnej firmy, ale powrócił niedługo i zasiadł w radzie nadzorczej oraz zarządzie, razem ze swoim bratem Gustawem WIlhelmem oraz kuzynem Emilem. Spółka wówczas osiągała bardzo dobre wyniki finansowe. W 1929, dzięki jego staraniom, wprowadzono ją do ogólnokrajowego kartelu Zrzeszenia Producentów Przędzy Bawełnianej. Ze względu jednak na trudną sytuację łódzkiego przemysłu po I wojnie światowej Robert nie zdołał odbudować zakładów do kondycji przedwojennej, a po wybuchu wielkiego kryzysu w 1934 roku firma ogłosiła upadłość. Na pozór ciężka sytuacja, pozwoliła jednak na rozłożenie należności i w 1937 Robert, jego brat Gustaw oraz Władysław Gettlich, wykupili utracone zakłady jako Świętojerskie Zakłady Przemysłowo-Handlowe.
W okresie dwudziestolecia międzywojennego angażował się w liczne przedsięwzięcia społeczne i charytatywne, m.in. udzielał się w Łódzkim Chrześcijańskim Towarzystwie Dobroczynności oraz Towarzystwie Budowy Domków Robotniczych. Miał wpływ na powstanie Towarzystwa Przyjaciół Łodzi oraz łódzkiego oddziału Polskiego Towarzystwa Historycznego. Udzielał również wsparcia Łódzkiego Towarzystwa Cyklistów i klubowi sportowemu „Geyer”, działającemu przy fabryce. Był także prezesem Izby Przemysłowo-Handlowej w Łodzi i zasiadał w radzie centralnej Lewiatana. Był znany w Warszawie, gdzie kierował zarządem Domu Towarowego „Bracia Jabłkowscy” w Warszawie, Miał duże wpływy w ministerstwie gospodarki, był także honorowym konsulem Finlandii w Polsce.
17 listopada 1926 został zaproszony, razem z Maurycym Poznańskim, Karolem Scheiblerem jr i Henrykiem Grohmanem, na organizowaną przez Stronnictwo Prawicy Narodowej konferencję, której celem miało być zorganizowanie łódzkiego oddziału partii. Fabrykanci poparli pomysł i 14 grudnia powstał łódzki oddział SPN, a Robert Geyer został nawet członkiem rady naczelnej.
Po okupacji Łodzi przez Wehrmacht we wrześniu 1939 i zorganizowaniu obozu przejściowego na Radogoszczu powołano w listopadzie tego samego roku w Łodzi Komitet Pomocy Więźniom, którego członkiem był m.in. Robert Geyer.

### Śmierć
Nocą 11 na 12 grudnia 1939 roku aresztowany został stryjeczny brat Roberta, Karol Geyer. Robert Geyer podjął interwencję u wojskowego komendanta miasta. Kiedy wrócił 12 grudnia, wraz z siostrzeńcem Guido Johnem, do swojego domu przy Piotrkowskiej 280, zastał w nim czterech funkcjonariuszy Gestapo. Jeden ze służących relacjonował, że słyszał głośną i krótką wymianę zdań po której padły strzały. Następnie widział, jak Guido John został zastrzelony, kiedy biegł przez park chcąc dostać się do furtki. Po opuszczeniu przez Gestapo domu Geyera, służący znalazł martwe ciało fabrykanta, a następnie powiadomił telefonicznie o tragedii żonę Guido Johna, Ingę. Władze okupacyjne wydały nakaz zorganizowania pogrzebu w nocy, zakazały też zgromadzeń. Pomimo zakazu, na cmentarzu obecny był tłum robotników z fabryki Geyerów. Przyczyny morderstwa nie są do końca jasne, jedna z wersji mówi, choć nie ma co do tego zgody, że przyczyną była odmowa podpisania Volkslisty.

## Ordery i odznaczenia
- Krzyż Orderu Polonia Restituta
- Złoty Krzyż Zasługi (9 listopada 1931)[6]